# Grupa interesu
Grupa interesu – grupa jednostek połączonych więzami wspólnych interesów lub korzyści, której członkowie mają świadomość istnienia tych więzów. Jej członkowie mogą brać mniej lub bardziej aktywny udział w artykulacji swoich interesów wobec instytucji państwa, starając się wpłynąć na realizację tych interesów.
Grupa interesu to grupa niebędąca aktorem politycznym, lecz chcąca wywierać wpływ na zarys polityki prowadzonej przez rządy. Pojęcie grupy interesu związane jest z lobbingiem. 
Grupy interesu:
- reprezentują interesy określonych grup społecznych wobec innych osób,
- przekazują postulaty swoich członków ośrodkom decyzyjnym,
- oddziałują na rząd, parlament, partie polityczne, opinię publiczną i tym samym wpływają na polityczne rozstrzygnięcia.

Według Gabriela Almonda i G. Binghama Powella stopień kontroli, jakiej poddawana jest ogólna artykulacja interesów i procesy komunikacyjne w społeczeństwie, może być interesującym kryterium klasyfikacji systemów politycznych.

## Typy grup interesu
Można wyróżnić następujące typy grup interesu:
- Niezrzeszeniowe grupy interesu, czyli grupy oparte na pokrewieństwie i wspólnym pochodzeniu, grupy etniczne, regionalne i oparte na statusie, wyrażające swoje interesy sporadycznie przez jednostki, kliki, rodziny, przywódców lokalnych i religijnych. Grupy niezrzeszeniowe o trwałych interesach prędzej czy później rozwijają  struktury organizacyjne i stają się instytucjonalnymi grupami interesu lub zrzeszeniowymi grupami interesu.

- Instytucjonalne grupy interesu to organizacje formalne, złożone z etatowego personelu zawodowego, zdolne do artykulacji własnych interesów lub reprezentacji interesów innych grup społecznych. Są to takie grupy jak partie polityczne, ciała ustawodawcze, armie, biurokracje, kościoły. W ramach tych grup wykształcają się mniejsze, mniej formalne grupy (frakcje w partiach politycznych, kliki oficerskie).

- Zrzeszeniowe grupy interesu są wyspecjalizowanymi strukturami artykułowania interesów, do których należą między innymi związki zawodowe, organizacje przedsiębiorców i pracodawców, stowarzyszenia etniczne, stowarzyszenia wyznaniowe, grupy obywatelskie. Wyróżnia je otwarta reprezentacja interesów poszczególnych  grup, etatowy personel fachowy, wyraźnie określone procedury formułowania interesów i żądań. Ich baza organizacyjna daje im przewagę nad grupami niezrzeszeniowymi. Są czynnikiem ograniczającym dla istniejących lub potencjalnych instytucjonalnych grup interesu i indywidualnej reprezentacji interesów przez jednostki.

Zdolność grupy do mobilizacji poparcia, energii i zasobów swych członków wpływa na jej efektywność. Luźna grupa złożona z ochotników może mieć trudności z mobilizacją poparcia i zasobów. Dobrze zorganizowana grupa interesu może z kolei reprezentować raczej interesy jej przywódców niż członków grupy.
Grupy interesu można podzielić na: ekonomiczne, w tym podstawowe (kapitalistyczne i robotnicze) oraz niepodstawowe (rolnicze, drobnokapitalistyczne, wolne zawody, spółdzielnie i konsumentów) i nieekonomiczne (organizacje o celach politycznych niepowiązane z partiami, kościoły i zrzeszenia religijne, zrzeszenia kulturowe, filantropijne i humanistyczne).

## Pozostałe sposoby artykulacji interesów
Występują także anomalne grupy interesu – spontaniczne penetracje systemu politycznego przez społeczeństwo, drogą zamieszek, demonstracji, zabójstw. Część z tych zachowań to zastosowanie niekonwencjonalnych zachowań przez zorganizowane grupy, jednak gdy brakuje grup interesu lub są one zbyt słabe, niezadowolenie może wybuchnąć nieoczekiwanie; pojawiają się przywódcy i system polityczny zostaje zaatakowany w nieprzewidziany i niekontrolowany sposób.
W artykulacji interesów ważna jest również indywidualna reprezentacja interesów przez jednostki. Jest ona szczególnie ważna tam, gdzie niewielka elita podejmuje wszelkie decyzje polityczne − w dyktaturach.
Anomalne grupy interesu i indywidualną reprezentację interesu charakteryzuje ograniczony stopień zorganizowania i brak stałych działań na rzecz grupy.